# Trapa (náutica, vela)
La trapa y la contra de la botavara son términos que se refieren al mismo sistema, desempeñando una función idéntica en un velero. La trapa, a menudo llamada la "tercera escota", es crucial para ajustar la vela en un barco. 
Este mecanismo consiste en cuerdas y poleas que conectan la parte baja del mástil con la sección inferior de la botavara, evitando su elevación. Su complejidad puede variar según la cantidad de poleas, lo que influye en la facilidad para manipularla. En barcos de crucero, este mecanismo puede incluir una barra rígida compuesta por dos tubos de aluminio telescópicos, utilizada para sostener la botavara y mantenerla en posición horizontal al tomar rizos en la vela mayor.